# 우본 유나이티드 FC
우본 UMT 유나이티드(UBON UMT UNITED)는 태국 우본을 연고로 하고 있는 타이리그(1부) 소속 태국의 프로 축구단이다.
2015년 창단하였으며 고속 승격으로 1부 리그에 오른 신흥 강호다. 타이리그(1부)에서 첫 시즌이었던 지난해 10위를 기록했다.
현재 리그 2 14위를 기록 중이다.

## 역대 감독
| 감독            | 임기 |
| --------------- | ---- |
| 간베 스가오     | 2018 |
| 믹수 파텔라이넨 | 2018 |